# Kilometerzähler

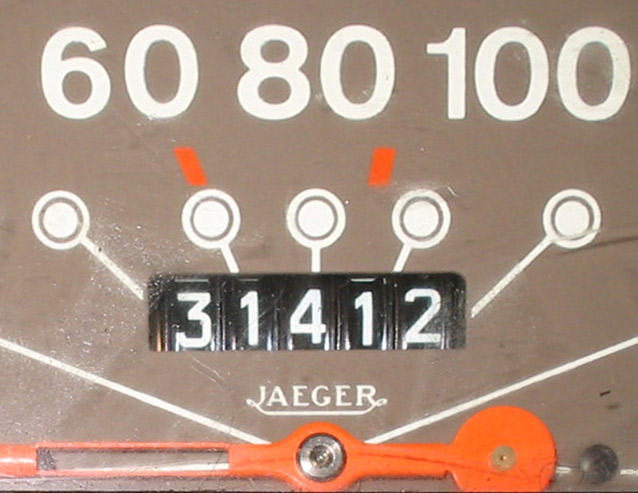
Anzeige des Kilometerzählers in einem Auto, meist mit einem Tachometer kombiniert

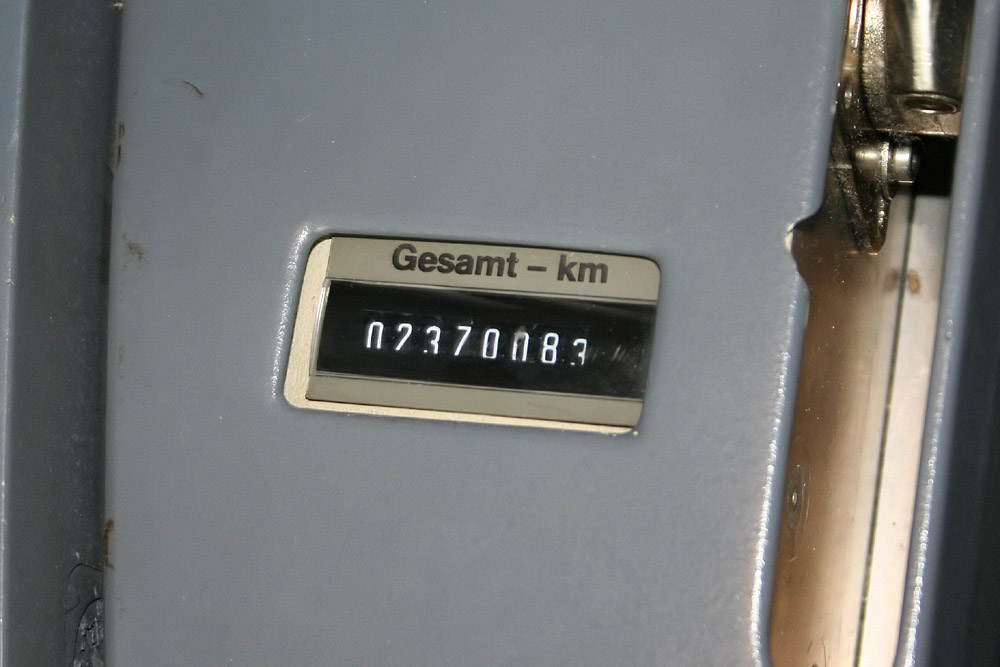
Kilometerzähler eines ICE 3-Zuges mit über 2,3 Millionen Kilometern

Ein Kilometerzähler bzw. Meilenzähler ist ein Hodometer und besteht aus einem Zählwerk, das Zählimpulse, die durch ein rotierendes Rad an einem Fahrzeug erzeugt werden, aufsummiert und die zurückgelegte Wegstrecke in der Einheit Kilometer bzw. englischen Meilen anzeigt. Kilometerzähler werden in nahezu allen Kraftfahrzeugen, aber auch an Fahrrädern verwendet.

## Bauformen
Die ersten Kilometerzähler waren einfache mechanische Zählwerke, die direkt vom Rad angetrieben wurden. Solche Geräte wurden vom römischen Ingenieur Vitruv zwischen 27 und 23 v. Chr. zur Ermittlung der Wegstrecke von Mietkarren konstruiert. 
Im 20. Jahrhundert wurden die mechanischen Zähler zunehmend durch elektromechanische und schließlich elektronische Geräte ersetzt. Das Grundprinzip blieb dabei aber immer gleich.

### Kilometerzähler in Kfz
War der Kilometerzähler bis vor einiger Zeit meist ein Rollenzählwerk, ist er heute meist eine digitale Anzeige, die in das Kombiinstrument integriert ist. In Deutschland wird er gesetzlich als Wegstreckenzähler in § 57 StVZO bezeichnet und ist in jedem Kraftfahrzeug einzubauen. Die Abweichung des Wegstreckenzählers darf nach § 57 Abs. 3 StVZO +/− 4 % betragen.
Die Kilometerzähler müssen mit einer Plombe versehen sein, so dass sie vor Manipulationen geschützt sind. Da der genaue Kilometerstand ein wesentliches Kriterium bei einem Autokauf oder -verkauf ist, ist es notwendig, dass die Kilometeranzeige mindestens sechs Stellen aufweist. Unrechtmäßige Verstellungen des Kilometerzählers ergeben einen anderen Wert des Fahrzeuges z. B. in der üblichen Eurotaxliste.
Zusätzlich gibt es oft auch einen Tageskilometerzähler, der individuell auf Null gestellt werden kann und so z. B. für Kraftstoffverbrauchsberechnungen oder zum Führen eines Fahrtenbuchs verwendet werden kann.

#### Rechtliches
Seit dem 18. August 2005 steht das Manipulieren des Tachometers in Deutschland unter Strafe, was in § 22b Straßenverkehrsgesetz (StVG) aufgenommen wurde. Bestraft werden dabei auch jene, die im Auftrag des Besitzers die Manipulationen vornehmen. Somit wird auch die Werbung für solche Dienste unzulässig. Nach § 22a wurde folgender § 22b StVG eingefügt:
(1) Mit Freiheitsstrafe bis zu einem Jahr oder mit Geldstrafe wird bestraft, wer
1. die Messung eines Wegstreckenzählers, der in ein Kraftfahrzeug eingebaut ist, dadurch verfälscht, dass er durch Einwirkung auf das Gerät oder den Messvorgang das Ergebnis der Messung beeinflusst,
2. die bestimmungsgemäße Funktion eines Geschwindigkeitsbegrenzers, der in ein Kraftfahrzeug eingebaut ist, durch Einwirkung auf das Gerät aufhebt oder beeinträchtigt oder
3. eine Straftat nach den Nummern 1 oder 2 vorbereitet, indem er Computerprogramme, deren Zweck die Begehung einer solchen Tat ist, herstellt, sich oder einem anderen verschafft, feilhält oder einem anderen überlässt.

(2) [...]
Eine Justierung auf einen anderen Kilometerstand ist erlaubt, sofern der zu justierende Tachometer nicht der in diesem Fahrzeug werksmäßig verbaute Tachometer ist, sondern als neuer oder gebrauchter Tachometer den ursprünglichen ersetzt und deswegen auf den echten Kilometerstand des Fahrzeuges eingestellt wird – wie das Bundesverfassungsgericht am 9. Mai 2006 festgestellt hat.

### Kilometerzähler am Fahrrad
Die ersten Kilometerzähler am Fahrrad waren rein mechanisch und wurden beispielsweise von einem Plättchen, das an einer Speiche befestigt war, angetrieben. Moderne Kilometerzähler arbeiten elektronisch und haben einen Magnetsensor und wie beim Kfz eine Digitalanzeige. Sie sind Bestandteil eines Fahrradcomputers und einfach zu montieren. 
Meist kann man sowohl den Gesamtkilometerstand messen als auch die ab einem bestimmten Zeitpunkt zurückgelegte Entfernung.
Weil Fahrräder unterschiedliche Raddurchmesser besitzen, muss der Kilometerzähler auf das jeweilige Fahrrad individuell angepasst werden.

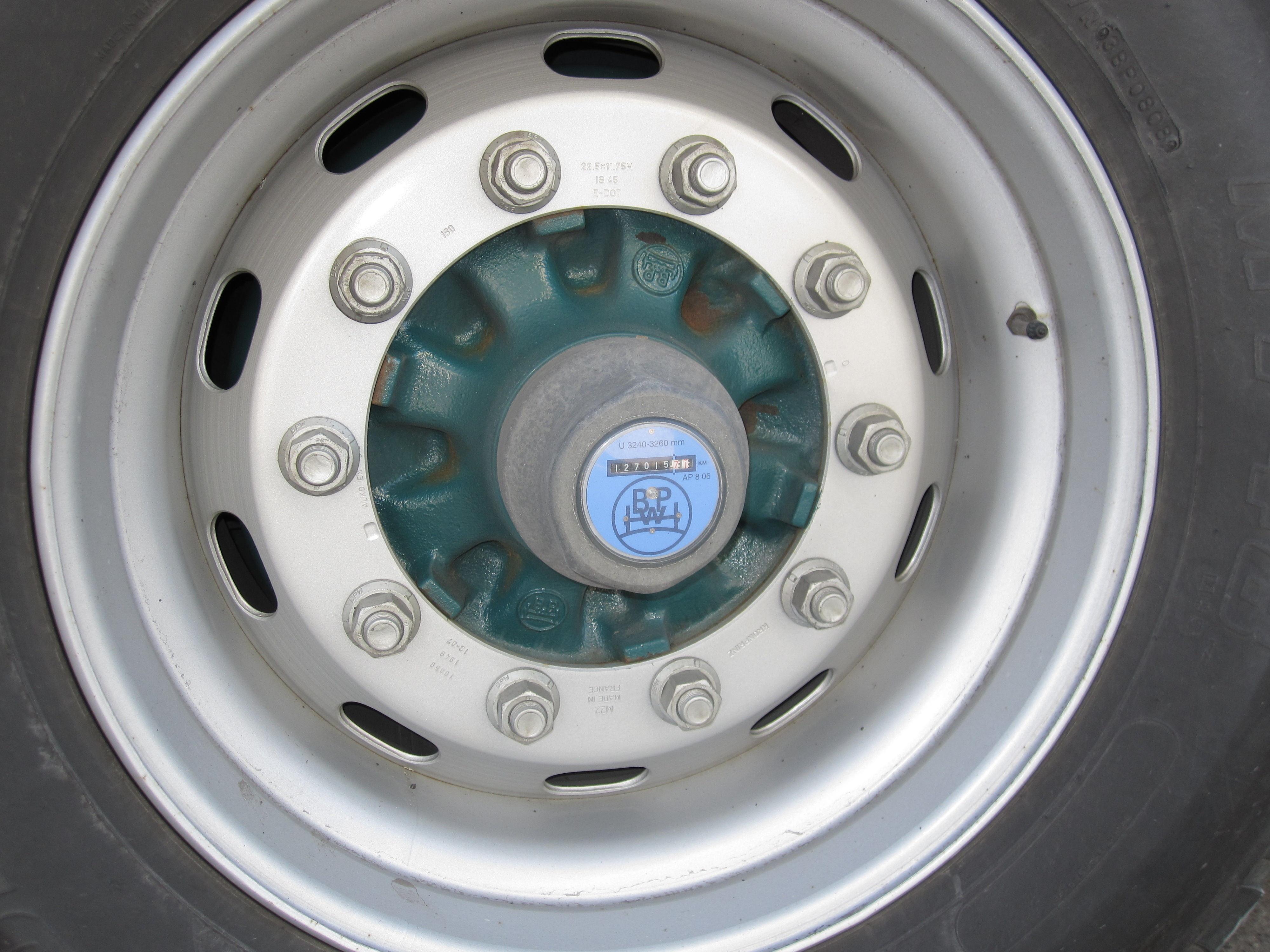
Hubodometer an einem Rad eines Sattelaufliegers

### Kilometerzähler am Anhänger
Als Hubodometer wird ein Wegstreckenzähler bezeichnet, der zum Beispiel an einem Sattelauflieger, Anhänger, Rad, Radlager oder einer Bremse montiert ist, um die Laufleistung unabhängig von der Zugmaschine zu messen. Durch ein exzentrisches Gewicht können die Umdrehungen ohne eine direkte Verbindung zum Rahmen auf ein mechanisches Zählwerk übertragen und dort in Kilometern abgelesen werden.